# Stachys bizensis
Stachys bizensis là một loài thực vật có hoa trong họ Hoa môi. Loài này được Schweinf. ex Penzig miêu tả khoa học đầu tiên năm 1893.